# Stanisław Kędzia
Stanisław Kędzia (ur. 30 kwietnia 1951 w Kaliszu, zm. 11 czerwca 2005 w Park Ridge) – polski aktor teatralny i prezenter radiowy.
W 1976 zdał egzamin eksternistyczny dla aktorów dramatu. W latach 1976–1977 występował w Bałtyckim Teatrze Dramatycznym im. Słowackiego (m.in. Jak wam się podoba, reż. Janusz Tartyłło). Rok później występował na scenach Teatru Płockiego (m.in. Wieczór Trzech Króli, reż. Jarosław Kuszewski; Szewcy, reż. Jan Skotnicki) oraz Teatru Żydowskiego w Warszawie. Od 1979 do 1982 występował w Teatrze Dramatycznym w Gdyni. W 1981 występował na deskach warszawskiego Teatry Ochoty (m.in. Makbet, reż. Jan Machulski) i krakowskiego Teatru STU (m.in. Ubu Król czyli Polacy, reż. Krzysztof Jasiński). W kolejnym roku występował w Teatrze Rozmaitości w Warszawie. W latach 1983–1984 występował na scenie Teatru im. Kochanowskiego w Opolu. W 1984 wystąpił w piątym odcinku serialu Siedem życzeń.
Wyjechał do Stanów Zjednoczonych, na Alaskę. W czerwcu 1988 razem z Andrzejem Czumą rozpoczął w Chicago codzienny program radiowy nadawany ze stacji WSSY 1330 AM Waltera Kotaby.